# 全秀珍
全秀珍（韓語：전수진，1988年11月8日—），韓國女演員，毕业于德源艺术高等学校。

## 演出作品

### 電視劇
- 2012年：KBS《學校2013》飾演 季娜麗
- 2013年：KBS《Drama Special－我的朋友還活著》飾演 小菊
- 2013年：SBS《欲戴王冠，必承其重－繼承者們》飾演 姜藝率
- 2014年：tvN《急診男女》飾演 吳真愛
- 2014年：MBC Drama《瑞典洗衣店》飾演 洪寶熙
- 2014年：JTBC《下女們》飾演 狗屎
- 2015年：LINE 《我的鄰居是EXO》飾演 佳恩
- 2016年：KBS《太陽的後裔》飾演 李藝花
- 2016年：SBS《大撲》飾演 黃神婆
- 2017年：OCN《Voice》飾演 方鳳林
- 2017年：KBS《推理的女王》飾演 金胡純
- 2018年：SBS《EXIT》飾演 池秀英
- 2018年：KBS《你的管家》飾演 姜惠珠
- 2018年：tvN《雞龍仙女傳》飾演 李涵淑
- 2022年: JTBC《我的出走日記》飾演 李藝琳

### 電影
- 2013年：《我愛你！真英》
- 2014年：《熱血沸騰的青春》
- 2014年：《神的禮物》
- 2014年：《Fly High》
- 2018年 : 《死囚島》

### MV
- 2012年：Boom《Beautiful》
- 2016年：白智雄

## 外部連結
- YG K+ 全秀珍)
- 全秀珍的 Instagram)
- YouTube上的슈 Factory tv頻道)